# Barybaena bryanti
Barybaena bryanti es un coleóptero de la familia Chrysomelidae.
Fue descrita científicamente por primera vez en 1998 por Medvedev & Regalin.